# تمساح أتوبيس
تمساح أتوبيس أو تمساح باص هي ناقلة جنود مدرعة مصرية من فئة المركبات المدرعة المضادة للكمائن والألغام، قادرة على نقل 24 جنديًا بالإضافة إلى طاقمها المكون من فردين، ليصبح المجموع 26 فردًا. هذا يعني أنها تستطيع نقل عدد يعادل ضعف سعة المركبات المدرعة التقليدية.

## التصميم
هيكل المدرعة عبارة عن دروع فولاذية ملحومة بالكامل على شكل حرف V مما يوفر حماية كاملة ضد هجوم قذيفة من عيار 7.62 ملم. المركبة مزودة بمكيف هواء عالي الأداء. يجلس السائق في المقدمة على اليسار، والقائد على اليمين، وكلاهما خلف نوافذ مقاومة للرصاص. يوجد باب جانبي يفتح للأمام مزود بنافذة مقاومة للرصاص في الأعلى، بالإضافة إلى باب خلفي يفتح أفقيًا.
يقع قسم الجنود في الجزء الخلفي من الهيكل، حيث يجلس الجنود على كراسي مضادة للانفجارات مرتبة على الجانبين، مع ممر بعرض 40 سم. يحتوي كل جانب من قسم الجنود على أربع فتحات لإطلاق النار (مزاغل) لتمكين الجنود من استخدام أسلحتهم من الداخل، بينما يحتوي الباب الخلفي على فتحة إضافية.
يمكن تزويد المدرعة بأنظمة اختيارية مثل الطلاء العسكري، والإطار الإضافي بالحامل، وأرضية ماصة للصدمات. يتم تثبيت كاميرات لمدة ثلاثة أيام وليلة واحدة لكل المراقبة المستديرة، ويتم عرض الصور على شاشة مقاس 9 بوصات مثبتة في حجرة الطاقم.

### مستوي الحماية
تتمتع المركبة بمستوى عالي من الحماية، حيث أن مستوى الحماية ضد الألغام هو STANAG-4، ويصل مستوى الحماية الباليستية للهيكل والزجاج إلى BR6 لمقاومة الرصاصات الحارقة للدرع. يمكن إضافة مقاعد مضادة للانفجار Anti-Blast Seats وحصير تأثير متقدم Advanced Impact Mat.
تحتوي المركبة على 9 فتحات جانبية وخلفية لتمكين الجنود من إطلاق النار دفاعًا عن النفس من داخل المركبة المدرعة. كما توجد فتحتان للهروب، ويمكن تركيب شبكات مضادة لقذائف الأر بي جي على جميع جوانب المركبة.

### المناورة
تصل سرعة المدرعة تمساح أتوبيس إلى 78 كم/ساعة ومدى يصل إلى 600 كم. المحرك هو محرك ديزل ذو 8 اسطوانات، قادر على توفير 240 حصان كل 2100 دورة في الدقيقة، مع ناقل حركة يدوي يحتوي على 5 سرعات أمامية وسرعة واحدة عكسية، بالإضافة إلى ناقل حركة إضافي ذو سرعتين. أقصى زاوية صعود °31، أقصى زاوية ميل جانبي °20، زاوية الاقتراب °38، زاوية الابتعاد °36.

## مراحل التطوير

### تمساح أتوبيس
ظهرت لأول مرة خلال فعاليات معرض إيديكس 2018، وتتميز بأنها طويلة المدى، ومريحة للاستخدام الصحراوي، وبامكانها مواجهة معظم العقبات عند القيادة على الطرق الوعرة.

#### التفاصيل
ناقلة جند مدرعة 6×6، مضادة للكمائن والألغام، وتصميم بدن أحادي الشكل على شكل حرف V والذي يوزع تأثير الانفجارات. يوجد 9 منافذ إطلاق (مزاغل) على جانبي المركبة وخلفها. نفس خصائص الطراز الذي سبقه وإضافة بعض الخصائص الأخرى مثل إمكانية إضافة مقاعد مضادة للانفجار وحصيرة ماصة للصدمات. تحتوي أيضا على إطارات ذاتية النفخ و3 كاميرات مراقبة خارجية وكاميرا للرؤية الليلية وشاشة أمامية وتكييف هواء شديد التحمل، وتأتي بعدة متغيرات بحسب الرغبة:
- ناقلة جند مدرعة Armored Personnel Carrier
- مركبة إسعاف مُجهّزة Ambulance Vehicle
- مركة حرب إلكترونية لأغراض الأعاقة والشوشرة اللاسلكية Electronic Warfare

## المستخدمين

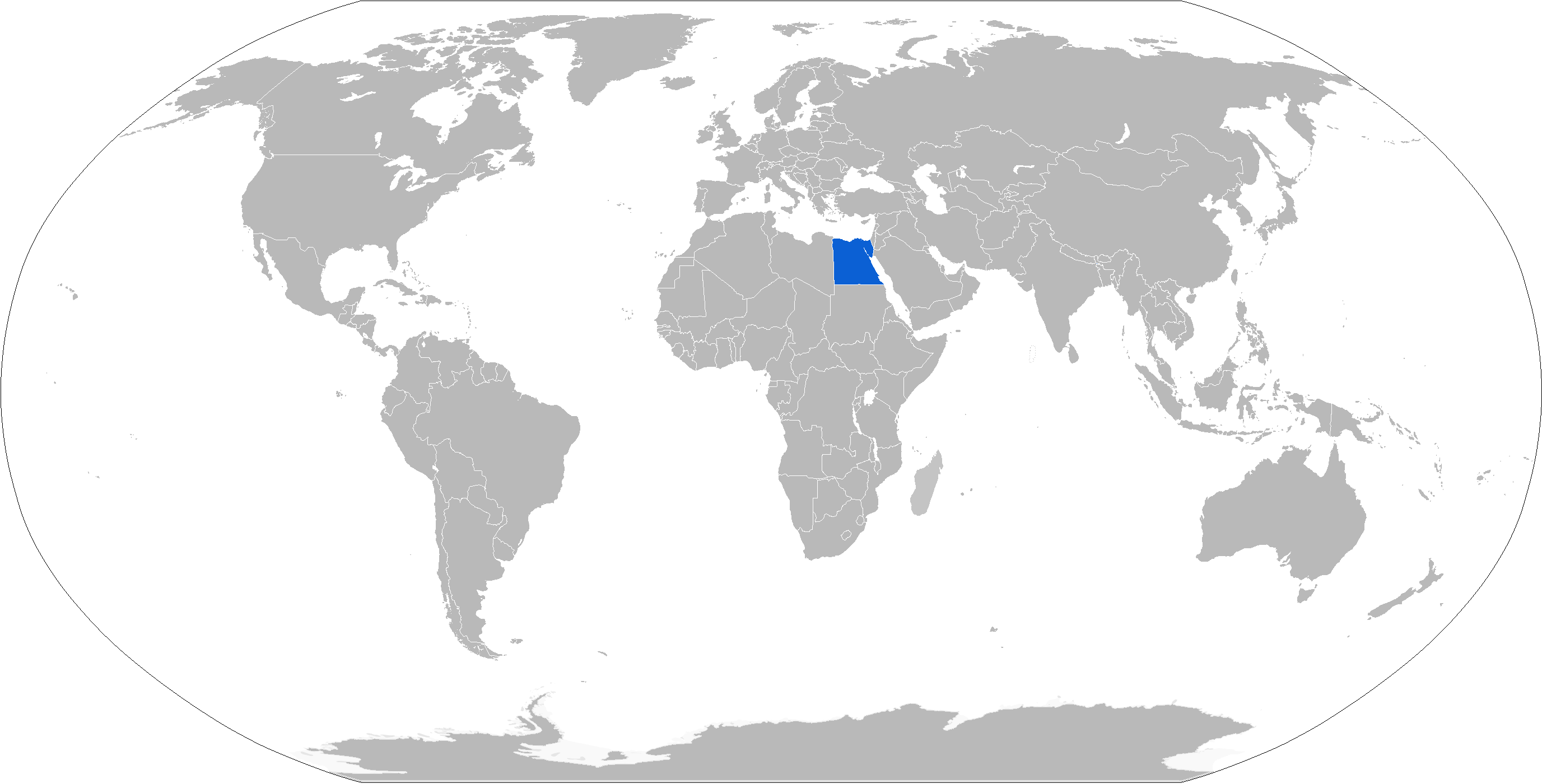
مشغلو المدرعة تمساح باص

- مصر